# 24-Stunden-Rennen von Spa-Francorchamps 1953

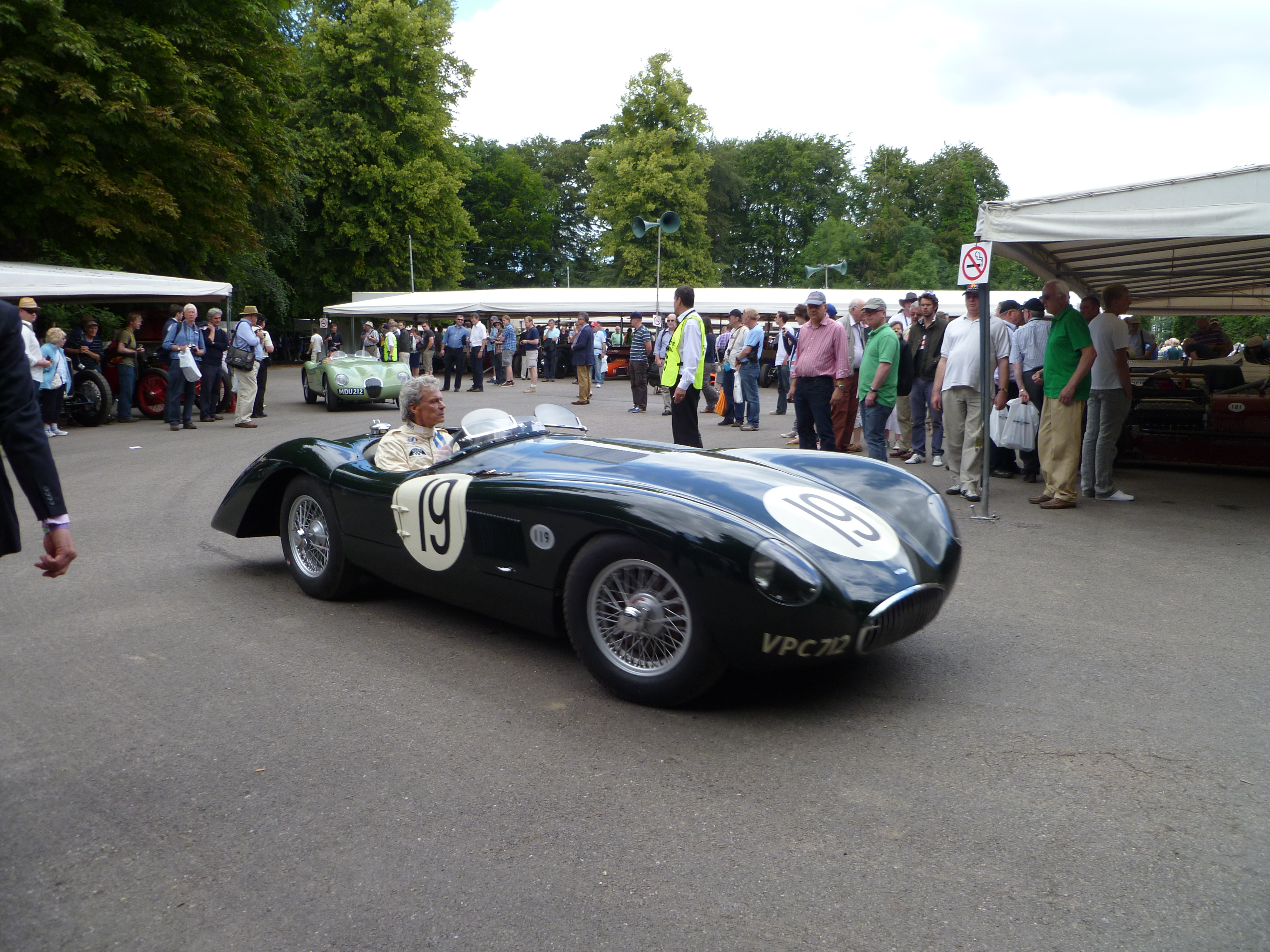
Der Jaguar C-Type mit der Nummer 19; der von der Ecurie Ecosse gemeldete Wagen wurde von James Scott-Douglas und Guy Gale an die zweite Stelle der Gesamtwertung pilotiert

Das 15. 24-Stunden-Rennen von Spa-Francorchamps, auch 24 H de Spa, Spa-Francorchamps, fand vom 25. bis zum 26. Juni 1953 statt und war der vierte Wertungslauf der Sportwagen-Weltmeisterschaft dieses Jahres.

## Das Rennen

### Vorgeschichte
Neben dem 24-Stunden-Rennen von Le Mans zählte 1953 mit dem 24-Stunden-Rennen von Spa-Francorchamps ein weiteres Langstreckenrennen, das einen Tag Fahrzeit aufwies, zur Sportwagen-Weltmeisterschaft. Das Rennen in Spa war 1924 zum ersten Mal ausgetragen worden, ein Jahr später als das Debütrennen von Le Mans. In der Sportwagen-Weltmeisterschaft war das Rennen der vierte Wertungslauf der Saison. Eröffnet wurde die Rennserie am 8. März 1953 mit dem 12-Stunden-Rennen von Sebring, das die beiden US-Amerikaner Phil Walters und John Fitch auf einem Werks-Cunningham C4-R gewannen. Bei der Mille Miglia siegte Ferrari-Werkspilot Gianni Marzotto und in Le Mans blieben die beiden Briten Tony Rolt und Duncan Hamilton auf einem Jaguar C-Type erfolgreich.

### Die Teams
43 Rennwagen wurden für das Rennen gemeldet, 40 erschienen zum Training und 39 nahmen letztlich teil, da ein Wagen im Training verunfallte. Aus Italien kamen die beiden Werksmannschaften von Ferrari und Alfa Romeo. Die Scuderia aus Maranello setzte drei Werkswagen ein, allesamt 375MM. In den Cockpits saßen die Fahrerpaarungen Giuseppe Farina/Mike Hawthorn, Luigi Villoresi/Alberto Ascari sowie Umberto Maglioli und Piero Carini. Alfa Romeo brachte zwei Wagen nach Belgien, die in unterschiedlichen Klassen an den Start gingen. Juan Manuel Fangio und Consalvo Sanesi pilotierten einen Alfa Romeo A6 3000CM in der Klasse der Sportwagen. Max Thirion, der Vater von Gilberte Thirion, die gemeinsam mit der Französin Annie Bousquet einen Fiat 1100 pilotierte, steuerte gemeinsam mit Mario Damonte einen Alfa Romeo 1900 in der Tourenwagenklasse.
Das Austragungsland Belgien war durch die Ecurie Francorchamps repräsentiert, die neben einem Ferrari 212 Export einen Jaguar C-Type meldete. Aus Frankreich kamen neben den Rennwagen von Charles Deutsch und René Bonnet auch ein Werks-Panhard und ein Werks-Renault 4CV.

### Der Rennverlauf
Obwohl zwei der drei Werks-Ferrari ausfielen, war der Sieg der Scuderia nie ernstlich gefährdet. Nach dem Ausfall des Alfa Romeo 6C nach nur 22 gefahrenen Runden waren die Ferrari ohne Gegner. Im Ziel hatte das Duo Farina/Hawthorn 18 Runden Vorsprung auf den Jaguar C-Type der schottischen Ecurie Ecosse. Ein belgisch gemeldeter Jaguar hatte im Ziel weitere elf Runden Rückstand und wurde Dritter. In der Tourenwagenklasse blieben der Portugiese Viegas Vellagos und der Belgier Vladimir Narchkine auf einem Mercedes-Benz 220 siegreich. Als fünfte der Gesamtwertung hatten sie jedoch bereits 68 Runden Rückstand auf den siegreichen Ferrari.

## Ergebnisse

### Schlussklassement
| 1               | S | 8  | Scuderia Ferrari     | Giuseppe Farina Mike Hawthorn                                                              | Ferrari 375MM Pininfarina | 260 |
| 2               | S | 19 | Ecurie Ecosse        | James Scott-Douglas Guy Gale                                                               | Jaguar C-Type             | 242 |
| 3               | S | 18 | Herman Roosdorp      | Herman Roosdorp Toni Ulmen                                                                 | Jaguar C-Type             | 231 |
| 4               | S | 32 | Deutsch et Bonnet    | Marc Gignoux Claude Storez                                                                 | DB HBR                    | 211 |
| 5               | T | 38 |                      | Viegas Vallago Vladimir Narchkine                                                          | Mercedes-Benz 220         | 192 |
| 6               | T | 51 |                      | Marcel Lauga G. Aversang                                                                   | Simca Aronde              | 191 |
| 7               | T | 49 |                      | Luc Mahy Jean-Pierre de Nauville                                                           | Peugeot 203               | 189 |
| 8               | T | 44 |                      | André Pilette Jacques van Wetter                                                           | Borgward Hansa 1800       | 188 |
| 9               | T | 57 |                      | Roger Meunier Guy Sanders                                                                  | Panhard Dyna              | 187 |
| 10              | S | 34 | Deutsch et Bonnet    | René-Philippe Faure Pierre Quetelart                                                       | DB HBR                    | 186 |
| 11              | S | 33 | Automobiles Panhard  | Reggie Bovens Roger Giraud                                                                 | Panhard X85               | 184 |
| 12              | T | 48 |                      | Telesphore Georges Fernand Georges                                                         | Peugeot 203               | 184 |
| 13              | T | 62 |                      | René Cotton Fernand Sigrand                                                                | Panhard Dyna              | 180 |
| Nicht klassiert |   |    |                      |                                                                                            |                           |     |
| 14              | T | 53 | Robert Pauwels       | Robert Pauwels André Milhoux                                                               | Fiat 1100                 | 176 |
| 15              | T | 55 |                      | Robert Reip Louis Richard                                                                  | Fiat 1100                 | 176 |
| 16              | T | 54 |                      | Gilberte Thirion Annie Bousquet                                                            | Fiat 1100                 | 175 |
| 17              | T | 43 |                      | Pierre Slosse Georges Berger                                                               | Borgward Hansa 1800       | 157 |
| 18              | T | 52 |                      | Pierre Stasse Walter Deutsch                                                               | Fiat 1100                 | 138 |
| 19              | T | 61 |                      | Raymond Meignen Jacques Blanchet                                                           | Panhard Dyna              | 125 |
| Disqualifiziert |   |    |                      |                                                                                            |                           |     |
| 20              | T | 50 |                      | Léon Dernier Claude Collard                                                                | Peugeot 203               |     |
| 21              | S | 26 |                      | Elyane Imbert Simone des Forest                                                            | Porsche 356 1500 Super    |     |
| Ausgefallen     |   |    |                      |                                                                                            |                           |     |
| 22              | S | 6  | Scuderia Ferrari     | Luigi Villoresi Alberto Ascari                                                             | Ferrari 375MM Pininfarina | 218 |
| 23              | S | 20 | Tom Meyer            | Tom Meyer Philip Fotheringham-Parker                                                       | Aston Martin DB3 Coupe    | 81  |
| 24              | S | 15 | SpA Alfa Romeo       | Juan Manuel Fangio Consalvo Sanesi                                                         | Alfa Romeo 6C 3000CM      | 22  |
| 25              | T | 60 |                      | Gérard Vandenberg Louis de la Bourdonnaye                                                  | Panhard Dyna              |     |
| 26              | T | 58 |                      | Roland du Roy de Blicky Olivier Gendebien                                                  | Panhard Dyna              |     |
| 27              | T | 59 |                      | Gert Welter Jean Renant                                                                    | Panhard Dyna              |     |
| 28              | T | 46 | Leavens Ltd.         | Barry Leavens Joyce Leavens                                                                | Jowett Javelin            |     |
| 29              | T | 41 | SpA Alfa Romeo       | Max Thirion Mario Damonte                                                                  | Alfa Romeo 1900           |     |
| 30              | S | 4  |                      | Charles Nias Auguste Brancart                                                              | Talbot Olgin              |     |
| 31              | S | 9  | Scuderia Ferrari     | Umberto Maglioli Piero Carini                                                              | Ferrari 375MM Pininfarina |     |
| 32              | S | 17 | Ecurie Francorchamps | Roger Laurent Jacques Swaters                                                              | Jaguar C-Type             |     |
| 33              | S | 22 | Ecurie Francorchamps | Charles de Tornaco Honoré Wagner                                                           | Ferrari 212 Export        |     |
| 34              | S | 24 | Jean Ampoulie        | Jean Ampoulie Jacques Gergaud                                                              | Siam Spezial Ford         |     |
| 35              | S | 29 |                      | Paul Frère Werner Hampel                                                                   | Porsche 356               |     |
| 36              | S | 35 | Deutsch et Bonnet    | Georges Guyot Reverse                                                                      | DB HBR                    |     |
| 37              | S | 36 | Renault              | Louis Pons Jean Rédélé                                                                     | Renault 4CV 1063          |     |
| 38              | T | 40 |                      | Radrizzi Tissot                                                                            | Fiat 1900                 |     |
| 39              | T | 43 |                      | Boy Laloux Georges Berger                                                                  | Borgward Hansa 1800       |     |
| Nicht gestartet |   |    |                      |                                                                                            |                           |     |
| 40              | T | 22 |                      | Johnny Claes Thillios                                                                      | Fiat 1100                 | 1   |
| 41              | S | T  | Scuderia Ferrari     | Mike Hawthorn Giuseppe Farina Luigi Villoresi Alberto Ascari Umberto Maglioli Piero Carini | Ferrari 375MM Pininfarina | 2   |

1 Unfall im Training
2 Ersatzwagen

### Nur in der Meldeliste
Hier finden sich Teams, Fahrer und Fahrzeuge, die ursprünglich für das Rennen gemeldet waren, aber aus den unterschiedlichsten Gründen daran nicht teilnahmen.
| Pos. | Klasse | Nr. | Team | Fahrer                         | Chassis          |
| ---- | ------ | --- | ---- | ------------------------------ | ---------------- |
| 42   | S      |     |      | Adriano Fusar Poli Elio Zagato | Fiat 1100 Zagato |
| 43   | S      |     |      | Dejoncker Declat               | Studebaker Hawk  |

### Klassensieger
| Klasse      | Fahrer          | Fahrer             | Fahrzeug          | Platzierung im Gesamtklassement |
| ----------- | --------------- | ------------------ | ----------------- | ------------------------------- |
| Sportwagen  | Giuseppe Farina | Mike Hawthorn      | Ferrari 375MM     | Gesamtsieg                      |
| Tourenwagen | Viegas Vallagos | Vladimir Narchkine | Mercedes-Benz 200 | Rang 5                          |

### Renndaten
- Gemeldet: 43
- Starter: 39
- Gewertet: 13
- Rennklassen: 2
- Zuschauer: unbekannt
- Wetter am Renntag: warm und trocken am Samstag, Regen in der Nacht
- Streckenlänge: 14,120 km
- Fahrzeit des Siegerteams: 24:02:07,085 Stunden
- Gesamtrunden des Siegerteams: 260
- Gesamtdistanz des Siegerteams: 3671,000 km
- Siegerschnitt: 152,742 km/h
- Schnellste Trainingszeit: Mike Hawthorn – Ferrari375MM Pininfarina (#8) – 4:39,000 = 182,194 km/h
- Schnellste Rennrunde: Giuseppe Farina – Ferrari 375MM Pinifarina (#8) – 4:40,000 = 178,986 km/h
- Rennserie: 4. Lauf zur Sportwagen-Weltmeisterschaft 1953